# قلعه کوه آبیز
قلعه کوه آبیز مربوط به دورهٔ سلجوقی (دورهٔ اسماعیلی) است و در شهرستان زیرکوه، یک کیلومتری غرب روستای آبیز واقع شده و این اثر در تاریخ ۲۴ اسفند ۱۳۸۴ با شمارهٔ ثبت ۱۵۲۷۹ به‌عنوان یکی از آثار ملی ایران به ثبت رسیده است.